# Kombinacja stożkowa
Kombinacja stożkowa (ang. conical combination) – kombinacja liniowa (skończonej liczby) elementów {\displaystyle v_{1},v_{2},\dots ,v_{n}} w rzeczywistej przestrzeni wektorowej {\displaystyle V,}
{\displaystyle \sum _{i=1}^{n}\alpha _{i}v_{i},}
o tej własności, że wszystkie współczynniki {\displaystyle \alpha _{1},\dots ,\alpha _{n}} są nieujemne, tj.
{\displaystyle \alpha _{1},\dots ,\alpha _{n}\geqslant 0.}
Stożkiem w rzeczywistej przestrzeni liniowej nazywany jest zbiór zamknięty na operację brania dowolnych kombinacji stożkowych jego elementów.